# Q de veritat
"Q de veritat" (títol original en anglès "True Q") és el sisè episodi de la sisena temporada de la sèrie de televisió de ciència-ficció estatunidenca Star Trek: La nova generació, i el 132è de tota la sèrie. Es va emetre originalment el 26 d'octubre de 1992 en redifusió als Estats Units. L'episodi va ser escrit per René Echevarria i dirigit per Robert Scheerer.
Ambientada al segle XXIV, la sèrie segueix les aventures de la tripulació de la nau de la Flota Estel·lar de la Federació Enterprise-D sota el comandament del capità Jean-Luc Picard. En aquest episodi, En aquest episodi, una jove que puja a bord demostra habilitats sobrehumanes i és investigada per Q, que afirma que també és una Q.

## Argument
La nau estel·lar Enterprise porta a bord una jove becària de la Flota Estel·lar, Amanda Rogers, que té previst estudiar ciències biològiques amb la Dra. Crusher. La tripulació aviat descobreix que l'Amanda té habilitats inusuals. Redirigeix una caixa de càrrega que cau per evitar ferides al Comandant Riker i conté una explosió sobtada del nucli de curvatura. Q apareix i revela que l'Amanda és en realitat membre del Continuum Q, concebuda per dos altres Q quan van optar per adoptar formes humanes i amagar les seves habilitats Q. Q ha arribat per ensenyar a l'Amanda com aprofitar els seus poders, així com per decidir si retornar-la al Continuum Q o deixar-la viure una vida humana normal.
El Capità Picard, sospitant dels motius de Q, ordena al Tinent Comandant Data que investigui els pares de l'Amanda. Descobreix que van morir a causa d'un tornado estrany a casa seva a Kansas, cosa que seria gairebé impossible amb la xarxa de modificació meteorològica de la Terra. Quan se l'enfronta a això, Q revela que el Continuum va matar els pares de l'Amanda quan vivien com a humans en forma mortal. Q admet les seves veritables intencions: determinar si l'Amanda és realment una Q, o si és una híbrida Q-humana, en aquest cas té ordres de destruir-la. Picard discuteix amb Q sobre la moralitat de la seva decisió, mentre Q assenyala la responsabilitat que té el Continuum de governar els seus poders omnipotents i les persones que els utilitzen (l'Amanda podria destruir accidentalment tota la galàxia). Finalment, Q li diu a Picard que no es preocupi, que ha decidit que l'Amanda és Q, i que, per tant, té una opció: o bé tornar al Continuum, o bé pot triar viure com a humana, però si ho fa ha de suprimir voluntàriament els seus poders i no utilitzar-los. Q adverteix a l'Amanda que no serà tan fàcil com pensa, i revela que els seus pares van tenir aquesta opció, però no van poder resistir-se a utilitzar els seus poders, cosa que va resultar en la seva execució pel Continuum com a càstig.
Mentre l'Amanda contempla la seva elecció, la nau rep una trucada de socors d'un planeta proper on els seus sistemes anticontaminació iònics estan fallant ràpidament, cosa que inundaria l'atmosfera i bloquejaria el sol. La tripulació de l'"Enterprise" corre per ajudar els habitants, però no pot seguir el ritme dels errors. Q es burla de l'Amanda dient-li que si no s'uneix al Continuum, seria molt difícil resistir els impulsos d'utilitzar els seus poders en casos com aquest. L'Amanda pren la seva decisió i utilitza les seves habilitats per restaurar l'atmosfera del planeta a la normalitat, salvant els seus habitants. Q es prepara per portar l'Amanda al Continuum Q, però ella exigeix temps per explicar la seva nova situació als seus pares adoptius i acomiadar-se de la tripulació, amb por de no tornar-los a veure, sobretot de la Dra. Crusher, que li recorda que, com a part del Continuum Q, pot fer el que vulgui.

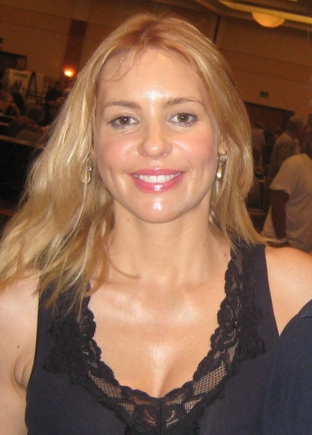
L'estrella convidada Olivia d'Abo va interpretar Amanda Rogers

## Repartiment i doblatge al català
La sèrie va ser doblada al català pels estudis Tramontana (primera part) i Soundtrack (segona part) i emesa a TV3 l’any 1991. Els dobladors de l'episodi foren:
| Personatge      | Actor/actriu     | Veu en català      |
| --------------- | ---------------- | ------------------ |
| Jean-Luc Picard | Patrick Stewart  | Joan Crosas        |
| William Riker   | Jonathan Frakes  | Antoni Forteza     |
| Data            | Brent Spinner    | Joaquim Sota       |
| Geordi La Forge | LeVar Burton     | Aleix Estadella    |
| Worf            | Michael Dorn     | Enric Arquimbau    |
| Beverly Crusher | Gates McFadden   | Aurora Garcia      |
| Deanna Troi     | Marina Sirtis    | Alicia Laorden     |
| Q               | John de Lancie   | Francesc Figuerola |
| Amanda Rogers   | Olivia d'Abo     | Maria Josep Guasch |
| Orn Lote        | John P. Connolly | Jaume Villanueva   |

## Producció
La idea d'aquest episodi es remunta a un esborrany de guió no sol·licitat de Matthew Corey, de 17 anys. Aquest esborrany incloïa diversos elements que finalment no es van utilitzar, com ara la presència de Wesley Crusher, un actor convidat adolescent (a qui Jeri Taylor va especular que Corey volia interpretar-se a si mateix), una història d'amor adolescent i un embaràs no desitjat. A René Echevarria li va agradar la història de Corey, però només va adoptar la idea d'un personatge que guanyés poders Q inesperadament. Va convertir el personatge central de la història en una dona jove. Ella li recordava al personatge principal de la sèrie Embruixada. Originalment volia anomenar el personatge Samantha com una referència en broma, però Rick Berman va insistir en un canvi de nom. Echevarria va tenir dificultats amb el personatge Q. No havia escrit mai una història de Q abans i no estava tan entusiasmat amb el personatge com ho estava amb altres elements de la sèrie. Michael Piller va fer algunes addicions al guió sobre Q. Això va permetre a Q mostrar una vegada més els seus trets foscos de caràcter, que havien dominat les seves aparicions a la primera temporada però que després havien anat desapareixent cada cop més. La casa dels pares d'Amanda Rodgers a Kansas i la seva destrucció per un tornado són referències al llibre infantil de Lyman Frank Baum El mag d'Oz.

### Repartiment
John de Lancie fa la seva sisena de vuit aparicions com a Q a Star Trek: La nova generació. Va aparèixer a cap episodi de la cinquena temporada, però va aparèixer en un segon episodi a la sisena (6.15: Mosaic). També apareix en un episodi de la primera temporada paral·lela de la sèrie derivada Star Trek: Deep Space Nine (Q-Less). Aqwuest és l'últim episodi de "Star Trek: La nova generació" en què Q interactua amb tots els personatges principals de la sèrie. En els dos episodis restants només se'l veu juntament amb en Picard.

### Efectes
L'efecte de trencament del nucli de curvatura es va crear utilitzant llums intermitents i nitrogen líquid evaporant.

## Recepció
Keith DeCandido va qualificar Q de veritat a tor.com el 2012 com un episodi de Star Trek: La nova generació lleugerament per sobre de la mitjana. No el va considerar ni el millor ni el pitjor episodi de Q. Li va agradar que aquí es tornessin a emfatitzar les qualitats més aviat fosques de Q. També li va agradar la relació entre l'Amanda Rodgers i la Dra. Crusher. Va trobar el final massa previsible, ja que ja se sabia de "El joc d'en Q" que els poders Q eren massa temptadors per no ser utilitzats, i ja que estava igualment clar que els personatges principals no haurien acceptat simplement l'assassinat d'Amanda.

## Llançaments
L'episodi es va publicar com a part de la caixa de DVD de la sisena temporada de Star Trek: La Nova Generació als Estats Units el 3 de desembre de 2002.. na versió remasteritzada en HD es va publicar en disc òptic Blu-ray el 24 de juny de 2014.
El 5 de maig de 1998, aquest episodi es va publicar en LaserDisc als Estats Units, juntament amb "Cismes" en un disc òptic de doble cara de 12 polzades.